# Bōryoku no Machi
Bōryoku no Machi es una película en blanco y negro de 1950 japonesa dirigida por Satsuo Yamamoto.

## Elenco
- Ryō Ikebe (池部良)
- Akitake Kouno (河野秋武)
- Hajime Izu (伊豆肇)
- Miki Sanjou (三條美紀)
- Yasumi Hara (原保美)
- Hatae Kishi (岸旗江)
- Eitaro Ozawa (小沢栄太郎)
- Takashi Shimura (志村喬)